# Cyrtodactylus mandalayensis
Cyrtodactylus mandalayensis là một loài thằn lằn trong họ Gekkonidae. Loài này được Mahony mô tả khoa học đầu tiên năm 2009.